# Konklawe 1655
Konklawe 18 stycznia – 7 kwietnia 1655 – konklawe, w wyniku którego papieżem został Aleksander VII.

## Śmierć Innocentego X

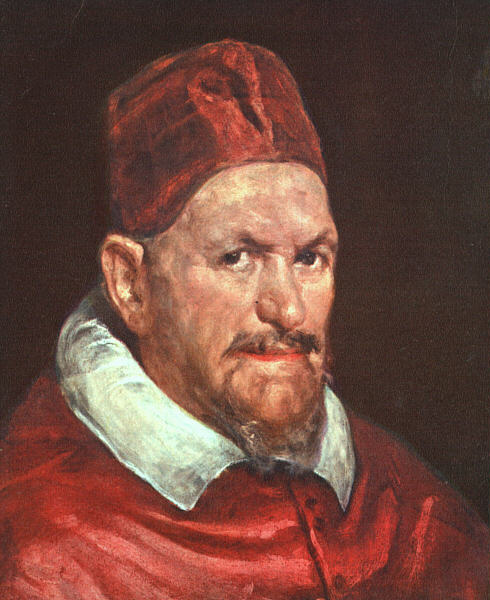
Innocenty X

Papież Innocenty X zmarł 7 stycznia 1655. W trakcie swego pontyfikatu zerwał z dotychczasowym zwyczajem powierzania stanowiska sekretarza stanu kardynałowi z rodziny papieża, dał się jednak całkowicie zdominować swojej szwagierce Donnie Olimpii Maidalchini (zwanej przez Rzymian „papieżycą”), która dzięki temu zdobyła ogromne wpływy i bogactwo. Niektórzy kardynałowie zawdzięczali swoje nominacje jej rekomendacjom.

## Lista uczestników
W chwili śmierci Innocentego X kolegium kardynalskie liczyło 69 kardynałów. 66 z nich wzięło udział w konklawe, ale jeden (Carafa) zmarł w jego trakcie:
- Carlo de’ Medici (nominacja 2 grudnia 1615) – kardynał biskup Ostia e Velletri; dziekan Świętego Kolegium Kardynałów; prefekt Świętej Kongregacji ds. Obrzędów; protektor Hiszpanii
- Francesco Barberini (2 października 1623) – kardynał biskup Porto e Santa Rufina; komendatariusz kościoła prezbiterialnego S. Lorenzo in Damaso; wicekanclerz Świętego Kościoła Rzymskiego; sekretarz Świętej Kongregacji Rzymskiej i Powszechnej Inkwizycji; archiprezbiter bazyliki watykańskiej; prefekt Fabryki Świętego Piotra; komendatariusz opactwa terytorialnego Farfa
- Bernardino Spada (19 stycznia 1626) – kardynał biskup Sabiny; prefekt Świętej Kongregacji Indeksu; prefekt Świętej Kongregacji ds. Granic Państwa Kościelnego
- Giulio Cesare Sacchetti (19 stycznia 1626) – kardynał biskup Frascati; prefekt Trybunału Apostolskiej Sygnatury Sprawiedliwości
- Marzio Ginetti (19 stycznia 1626) – kardynał biskup Albano; wikariusz generalny diecezji rzymskiej; prefekt Świętej Kongregacji ds. Biskupów i Zakonników; prefekt Świętej Kongregacji ds. Rezydencji Biskupów; prefekt Świętej Kongregacji ds. Kościelnych Immunitetów
- Luigi Capponi (24 listopada 1608) – kardynał prezbiter S. Lorenzo in Lucina; protoprezbiter Świętego Kolegium Kardynałów; bibliotekarz Świętego Kościoła Rzymskiego; proprefekt Świętej Kongregacji Rozkrzewiania Wiary
- Ernst Adalbert von Harrach (19 stycznia 1626) – kardynał prezbiter S. Prassede; arcybiskup Pragi i prymas Czech
- Antonio Barberini OSIoHieros (30 sierpnia 1627) – kardynał prezbiter SS. Trinita al Monte Pincio; kamerling Świętego Kościoła Rzymskiego; prefekt Trybunału Apostolskiej Sygnatury Łaski; prefekt Sygnatury ds. Brewe Apostolskich; prefekt Świętej Kongregacji Rozkrzewiania Wiary; archiprezbiter bazyliki liberiańskiej; biskup Poitiers; komendatariusz opactw terytorialnych Nonantola, Tre Fontane i Subiaco; protektor Sabaudii; wielki przeor zakonu joannitów w Rzymie
- Girolamo Colonna (30 sierpnia 1627) – kardynał prezbiter S. Maria in Trastevere; archiprezbiter bazyliki laterańskiej; protektor Rzeszy Niemieckiej
- Giovanni Battista Maria Pallotta (19 listopada 1629) – kardynał prezbiter S. Pietro in Vincoli
- Francesco Maria Brancaccio (28 listopada 1633) – kardynał prezbiter Ss. XII Apostoli; biskup Viterbo e Toscanella
- Alessandro Bichi (28 listopada 1633) – kardynał prezbiter S. Sabina; biskup Carpentras
- Ulderico Carpegna (28 listopada 1633) – kardynał prezbiter S. Anastasia
- Stefano Durazzo (28 listopada 1633) – kardynał prezbiter S. Lorenzo in Panisperna; arcybiskup Genui
- Marcantonio Franciotti (28 listopada 1633) – kardynał prezbiter S. Maria della Pace
- Ascanio Filomarino (16 grudnia 1641) – kardynał prezbiter S. Maria in Aracoeli; arcybiskup Neapolu
- Marcantonio Bragadin (16 grudnia 1641) – kardynał prezbiter S. Marco; biskup Vicenzy
- Pierdonato Cesi (16 grudnia 1641) – kardynał prezbiter S. Marcello
- Vincenzo Maculani OP (16 grudnia 1641) – kardynał prezbiter S. Clemente
- Francesco Peretti di Montalto (16 grudnia 1641) – kardynał prezbiter S. Girolamo degli Schiavoni; arcybiskup Monreale
- Cesare Facchinetti (13 lipca 1643) – kardynał prezbiter Ss. IV Coronati; arcybiskup Senigalli
- Girolamo Grimaldi-Cavalleroni (13 lipca 1643) – kardynał prezbiter S. Eusebio; administrator archidiecezji Aix-en-Provence
- Carlo Rossetti (13 lipca 1643) – kardynał prezbiter S. Silvestro in Capite; biskup Faenzy; kamerling Świętego Kolegium Kardynałów
- Francesco Angelo Rapaccioli (13 lipca 1643) – kardynał prezbiter S. Cecilia; biskup Terni
- Francesco Adriano Ceva (13 lipca 1643) – kardynał prezbiter S. Prisca
- Juan de Lugo y de Quiroga SJ (13 lipca 1643) – kardynał prezbiter S. Balbina
- Angelo Giori (13 lipca 1643) – kardynał prezbiter Ss. Quirico e Giulitta
- Domenico Cecchini (14 listopada 1644) – kardynał prezbiter S. Sisto
- Niccolò Albergati-Ludovisi (6 marca 1645) – kardynał prezbiter S. Maria degli Angeli; penitencjariusz większy
  - † Pietro Luigi Carafa (6 marca 1645) – kardynał prezbiter S. Martino ai Monti; prefekt Świętej Kongregacji ds. Soboru Trydenckiego (zmarł 15 lutego 1655 na konklawe)
- Alderano Cibo (6 marca 1645) – kardynał prezbiter S. Pudenziana
- Fabrizio Savelli (7 października 1647) – kardynał prezbiter S. Agostino; arcybiskup Salerno
- Francesco Cherubini (7 października 1647) – kardynał prezbiter S. Giovanni a Porta Latina
- Camillo Astalli (19 września 1650) – kardynał prezbiter S. Pietro in Montorio
- Jean-François-Paul de Gondi de Retz (19 lutego 1652) – kardynał prezbiter bez tytułu; arcybiskup Paryża
- Fabio Chigi (19 lutego 1652) – kardynał prezbiter S. Maria del Popolo; sekretarz stanu Stolicy Apostolskiej; biskup Imoli
- Giovanni Girolamo Lomellini (19 lutego 1652) – kardynał prezbiter S. Onofrio; legat apostolski w Bolonii
- Luigi Omodei (19 lutego 1652) – kardynał prezbiter S. Alessio
- Pietro Vito Ottoboni (19 lutego 1652) – kardynał prezbiter S. Salvatore in Lauro; biskup Brescii
- Giacomo Corradi (19 lutego 1652) – kardynał prezbiter S. Maria in Transpontina; biskup Jesi
- Marcello Santacroce (19 lutego 1652) – kardynał prezbiter S. Stefano al Monte Celio; biskup Tivoli
- Baccio Aldobrandini (19 lutego 1652) – kardynał prezbiter S. Agnese fuori le mura
- Lorenzo Imperiali (19 lutego 1652) – kardynał prezbiter S. Crisogono
- Giberto Borromeo (19 lutego 1652) – kardynał prezbiter Ss. Giovanni e Paolo
- Giovanni Battista Spada (2 marca 1654) – kardynał prezbiter S. Susanna; legat apostolski w Ferrarze
- Prospero Caffarelli (2 marca 1654) – kardynał prezbiter S. Callisto
- Francesco Albizzi (2 marca 1654) – kardynał prezbiter S. Maria in Via
- Ottavio Acquaviva d’Aragona (2 marca 1654) – kardynał prezbiter S. Bartolomeo all’Isola; legat apostolski w Romanii
- Giangiacomo Teodoro Trivulzio (19 listopada 1629) – kardynał diakon S. Maria in Via Lata; protodiakon Świętego Kolegium Kardynałów
- Giulio Gabrielli (16 grudnia 1641) – kardynał diakon S. Agata in Suburra; biskup Ascoli Piceno
- Virginio Orsini OSIoHieros (16 grudnia 1641) – kardynał diakon S. Eustachio; protektor Polski i Portugalii
- Rinaldo d’Este (16 grudnia 1641) – kardynał diakon S. Nicola in Carcere Tulliano; biskup Reggio Emilia; protektor Francji
- Vincenzo Costaguti (13 lipca 1643) – kardynał diakon S. Maria in Cosmedin
- Giovanni Stefano Donghi (13 lipca 1643) – kardynał diakon S. Giorgio in Velabro; biskup Ajaccio
- Paolo Emilio Rondinini (13 lipca 1643) – kardynał diakon S. Maria in Aquiro; biskup Asyżu
- Giancarlo de’ Medici (14 listopada 1644) – kardynał diakon S. Maria Nuova
- Federico Sforza (6 marca 1645) – kardynał diakon Ss. Vito e Modesto; biskup Rimini; archimandryta Messyny; komendatariusz opactwa terytorialnego S. Vincenzo al Volturno
- Benedetto Odescalchi (6 marca 1645) – kardynał diakon Ss. Cosma e Damiano; biskup Novary
- Cristoforo Vidman (7 października 1647) – kardynał diakon Ss. Nereo ed Achilleo
- Lorenzo Raggi (7 października 1647) – kardynał diakon S. Angelo in Pescheria
- Francesco Maidalchini (7 października 1647) – kardynał diakon S. Maria in Portico
- Friedrich von Hessen OSIoHieros (19 lutego 1652) – kardynał diakon bez tytułu
- Carlo Barberini (23 czerwca 1653) – kardynał diakon S. Cesareo in Palatio; prefekt Rzymu
- Carlo Pio di Savoia (2 marca 1654) – kardynał diakon S. Maria in Domnica; legat apostolski w Urbino
- Carlo Gualterio (2 marca 1654) – kardynał diakon S. Pancrazio; arcybiskup Fermo
- Decio Azzolini (2 marca 1654) – kardynał diakon S. Adriano

Wśród elektorów było dwóch Niemców (Harrach i von Hessen-Darmstadt), po jednym Francuzie (Retz) i Hiszpanie (Lugo), a resztę stanowili Włosi. Trzydziestu dwóch otrzymało godność kardynalską od Innocentego X (1644–1655), trzydziestu dwóch od Urbana VIII (1623–1644), a dwóch (Capponi i Carlo de Medici) jeszcze od Pawła V (1605–1621).

### Nieobecni
Trzech kardynałów (dwóch Hiszpanów i jeden Włoch w służbie francuskiej) nie przybyło na konklawe:
- Alfonso de la Cueva-Benavides y Mendoza-Carrillo (5 września 1622) – kardynał biskup Palestriny; subdziekan Świętego Kolegium Kardynałów; biskup Malagi
- Baltasar Moscoso y Sandoval (2 grudnia 1615) – kardynał prezbiter S. Croce in Gerusalemme; arcybiskup Toledo i prymas Hiszpanii; najwyższy kanclerz Kastylii
- Giulio Mazzarini (16 grudnia 1641) – kardynał diakon bez tytułu; biskup elekt Metzu; pierwszy minister Królestwa Francji; komendatariusz opactw terytorialnych Cluny, Saint-Victor de Marseille i Saint-Pierre-de-Corbie

Sandoval został mianowany przez Pawła V, Cueva przez Grzegorza XV, a Mazzarini przez Urbana VIII.

## Podziały w Kolegium Kardynalskim

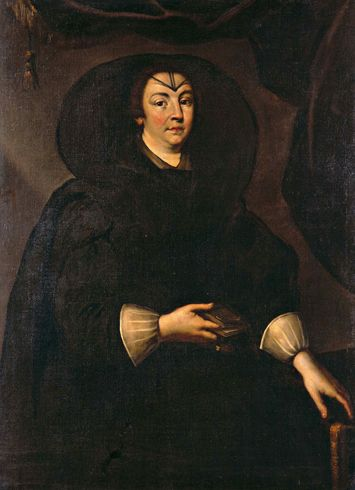
Olimpia Maidalchini

Kamerling Antonio Barberini

W analizach z okresu sediswakancji wyróżniano w Kolegium Kardynalskim cztery ugrupowania, choć tylko trzy były faktycznie zorganizowanymi frakcjami:
- Stronnictwo hiszpańskie – liczyło dwudziestu członków, jego liderami byli Carlo de Medici i Giancarlo Medici, pozostali członkowie to Lugo, Harrach, von Hessen-Darmstadt, Colonna, Cesi, Peretti di Montalto, Trivulzio, Capponi, Brancaccio, Rossetti, Gabrielli, Astalli, Maidalchini, Cibo, Aldobrandini, Odescalchi, Vidman i Raggi,
- Stronnictwo francuskie – liczyło sześć osób, na jego czele kardynał-protektor d’Este, ponadto należeli do niego Antonio Barberini, Bichi, Grimaldi, Orsini i Maculani,
- „Barberinianie” – ugrupowanie kardynała Francesco Barberini, grupujące większość spośród nominatów jego wuja Urbana VIII. Razem z liderem liczyło osiemnastu członków, należeli do niego Bernardino Spada, Sacchetti, Ginetti, Pallotta, Carpegna, Durazzo, Franciotti, Filomarino, Bragadin, Facchinetti, Rapaccioli, Ceva, Giori, Costaguti, Donghi i Rondinini, a także Carlo Barberini, mianowany przez Innocentego X bratanek kardynała Francesco;
- „Pamphilianie” – czyli nominaci Innocentego X nie należący do żadnej z pozostałych frakcji. Było ich dwudziestu dwóch: Azzolini, Cecchini, Albergati-Ludovisi, Carafa, Savelli, Cherubini, Gondi de Retz, Chigi, Lomellini, Omodei, Ottoboni, Corradi, Santacroce, Imperiali, Borromeo, Caffarelli, Albizzi, Acquaviva d’Aragona, Sforza, Pio di Savoia, Gualterio oraz Giovanni Battista Spada. Grupa ta nie miała jednak lidera, gdyż Innocenty X nie miał swojego kardynała-nepota, który by był jej naturalnym przywódcą.

Tuż przed konklawe doszło do tajnego porozumienia grupy jedenastu kardynałów mianowanych przez Innocentego X, którą później nazwano „lotnym szwadronem” (squadrone volante), choć oni sami nazywali się „frakcją Boga”. Utworzyli ją Azzolini, Gualtieri, Lomellini, Omodei, Imperiali, Borromeo, Odescalchi, Pio di Savoia, Acquaviva, Ottoboni i Albizzi. Ich deklarowanym celem był wybór najlepszego, najbardziej godnego kandydata, bez względu na stanowisko świeckich mocarstw. Ich skrywanym na razie kandydatem został sekretarz stanu Fabio Chigi.
Nieformalny wpływ na niemałą grupę kardynałów miała donna Olimpia Maidalchini, sprzyjali jej m.in. bracia Barberini, a także wielu nominatów Innocentego X, m.in. Azzolini, Gualtieri, Odescalchi, Cherubini i Acquaviva. Podczas konklawe utrzymywała kontakt korespondencyjny z niektórymi z nich.

## Kandydaci na papieża
Faworytem konklawe był Giulio Sacchetti, któremu sprzyjali bracia Barberini oraz Francja. Wprawdzie na poprzednim konklawe Hiszpania zgłosiła przeciw niemu uroczyste weto, ale tym razem uważano, że może się na niego zgodzić. Kandydatami na papieża byli też Franciotti, Brancaccio, Corradi, Albizzi, Carafa, Chigi, Carpegna, Cecchini, Maculani, a nawet Francesco Barberini.

## Przebieg konklawe
Konklawe rozpoczęło się 18 stycznia mszą do Ducha Świętego z udziałem 62 kardynałów, której przewodniczył kardynał Francesco Barberini. 21 stycznia dotarł kardynał Filomarino, 25 stycznia Durazzo, 27 stycznia von Hessen-Darmstadt, a 7 lutego kardynał Harrach.

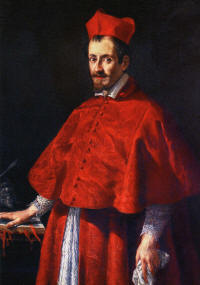
Kardynał Giulio Sacchetti

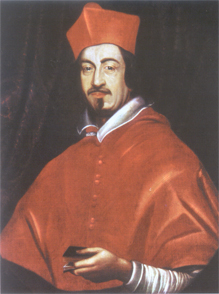
Kardynał Ernst Adalbert von Harrach

Rankiem 20 stycznia odbyło się pierwsze głosowania, które przyniosło znaczne rozproszenie głosów. Po zsumowaniu głosów z obydwu faz (scrutinium i akcesu) największe poparcie uzyskał Carafa (21 głosów), a zaraz po nim Sacchetti (20) i Chigi (18), jednak w fazie akcesu aż 22 kartki, w większości należące do prohiszpańskich kardynałów, zostały oddane z napisem Nemini („na nikogo”). Zinterpretowano to w ten sposób, że partia hiszpańska chce blokować wybór faworyzowanego Sacchettiego. Wyniki w następnych dniach przedstawiały się następująco:
- 20 stycznia (wieczorem): Sacchetti – 15; Carafa – 14; Chigi – 12;
- 21 stycznia: Sacchetti – 23; Carafa – 13; Chigi – 11; „na nikogo” – 26;
- 22 stycznia: Chigi – 15; Carafa – 10; Sacchetti – 7; „na nikogo” – 27.

24 stycznia po Rzymie rozeszła się fałszywa pogłoska o wyborze kardynała Francesco Barberini.
Począwszy od 4 lutego zaczęło wzrastać poparcie dla Sacchettiego. 5 lutego wyniosło ono aż 38 głosów, następnie jednak stopniało do 33 i utrzymywało się na tym poziomie przez długi czas, wskutek czego otrzymał on przezwisko Trentatre. Kiedy 7 lutego przybył kardynał Harrach, przekazał kardynałom frakcji hiszpańskiej informację od hiszpańskiego ambasadora Terranovy, że król Filip IV Habsburg podtrzymuje swoje weto wobec Sacchettiego. Deklaracja ta, choć nie miała formy uroczystej ekskluzywy, wywołała protesty wielu kardynałów, zwłaszcza Albizziego, którzy kwestionowali prawo króla Hiszpanii do takiej ingerencji w przebieg konklawe. Odmiennie niż w 1644, tym razem zwolennicy Sacchettiego konsekwentnie obstawali przy nim. Przez najbliższych kilka dni Sacchetti regularnie dostawał 33 głosy, a 23 do 25 kartek oddawano z napisem Nemini.
Podobnie jak na poprzednich konklawe, wkrótce po rozpoczęciu obrad wybuchła epidemia i wielu kardynałów rozchorowało się. Otrzymujący wiele głosów kardynał Carafa zmarł 15 lutego, zmniejszając tym samym liczbę elektorów do 65. Chorowali także kardynałowie Pallotta, Caffarelli, Rapaccioli, Ceva, Maculani, Trivulzio i Spada, niektórzy z nich musieli czasowo opuścić konklawe.

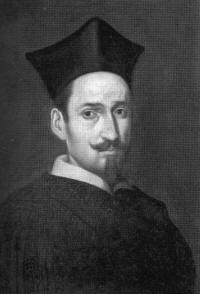
Nowym papieżem został Fabio Chigi, który przybrał imię Aleksander VII

Z upływem czasu zwolennicy Sacchettiego zaczęli przyjmować do wiadomości, że kandydat ten nie uzyska wymaganej większości. Jednocześnie złe warunki sanitarne i panująca epidemia zmusiły kardynałów do szukania kandydata kompromisowego. Wtedy do gry wszedł „lotny szwadron” z kandydaturą Fabio Chigiego. W jego skład, oprócz jedenastu „członków-założycieli”, weszli teraz także kardynałowie Vidman, Donghi i Retz, który w ten sposób popierał kandydata, któremu niechętny był Mazzarini. To właśnie Francja zgłaszała najwięcej obiekcji wobec Chigiego. Razem z Rapacciolim był on na liście kandydatów, których Mazzarini zdecydowanie wykluczył. Również bracia Barberini byli początkowo niechętni Chigiemu, gdyż razem z Francuzami w dalszym ciągu obstawali przy Sacchettim. Ostatecznie jednak zadecydowała postawa tego ostatniego – zrezygnował on z kandydowania i otwarcie opowiedział się za Chigim. 13 lutego Sacchetti wysłał list do Mazzariniego, w którym nakłaniał go do zmiany zdania i poparcia sekretarza stanu. Odpowiedź nadeszła 30 marca. Mazzarini stwierdził, że jeśli nie uda się wybrać Sacchettiego, francuscy kardynałowie mogą zagłosować na Chigiego, jeśli tak im będzie dyktowało sumienie. Usunęło to ostatnią przeszkodę na drodze do jego elekcji.
6 kwietnia kardynałowie Carlo de Medici, Francesco i Antonio Barberini oraz Rinaldo d’Este zebrali się w celi Chigiego i poinformowali go o podjętych ustaleniach. Chigi zareagował na to spokojnie, prosząc ich o ponowne przemyślenie tej decyzji. Głosowanie zaplanowano na następny poranek.

## Wybór Aleksandra VII
Rankiem 7 kwietnia 1655 roku 25 kardynałów oddało swój głos na Chigiego, jednak w wyniku przeprowadzonego akcesu otrzymał on kolejne 39 głosów, co oznaczało jego jednomyślny wybór na Stolicę Piotrową – tylko on sam zagłosował na Sacchettiego. Elekt, przybrał imię Aleksandra VII, na cześć Aleksandra III (1159 – 1181). 18 kwietnia został uroczyście koronowany przez protodiakona Giangiacomo Trivulzio na schodach bazyliki watykańskiej.

## Uzupełniające źródła internetowe
- http://cardinals.fiu.edu/conclave-xvii.htm#1655
- http://penelope.uchicago.edu/Thayer/E/Gazetteer/People/Pope_Alexander_VII/Montor_bio*.html
- http://www.pickle-publishing.com/papers/triple-crown-alexander-vii.htm